# Ендемит
Ендемитите са биологични видове, разпространението на които (ареалът) се ограничава върху определен район – географска област, планина, водоем и т.н, а също така и държава или друга административна единица. Най-богати на ендемични видове са океанските острови (Мадагаскар, Галапагоски о-ви, Канарски о-ви, о-в Света Елена и др.). Видове, на които по-голяма част от популацията се среща на дадена територия, но има и малка част извън тази територия се наричат субендемити. Космополитите, от друга страна, са видове разпространени из цялата Земя.
Биологичното понятие за означаване на екологичното състояние на ендемитните видове се нарича ендемизъм.
Съответно за България съществуват:
- балкански ендемити – растения или животни, срещащи се единствено на Балканския полуостров;
- български ендемити – растения или животни, срещащи се единствено в България, напр. Elachista slivenica;
- локални ендемити – видове с много ограничено разпространение; например родопски ендемит – когато съответният вид се среща само в Родопите, рилски ендемит – вид, разпространен само в Рила, и т.н.

В хронологичен аспект, ендемитите биват:
- палеоендемити – останки от някога живели организми върху определен, ограничен район;
- неоендемити – видове с ограничено разпространение, за които се смята, че са възникнали скоро.

## Заплаха за ендемитите
Някои основни заплахи за тези специални екосистеми са:
- Глобално затопляне
- Изсичане на горите
- Унищожаване на естествени площи за засаждане на земеделски култури.